# 佩氏擬無齒脂鯉
佩氏擬無齒脂鯉（学名：Pseudocurimata patiae），為輻鰭魚綱脂鯉目脂鯉亞目無齒脂鯉科的其中一個種，分布於南美洲哥倫比亞Patia河流域，體長可達12.5公分，棲息在底層水域，以生活習性不明。